# Udział Ukraińców w tłumieniu powstania warszawskiego
Udział Ukraińców w tłumieniu powstania warszawskiego – zaangażowanie ukraińskich kolaborantów na służbie niemieckiej w zdławienie powstania warszawskiego w 1944 roku.
Zagadnienie to budzi w Polsce duże emocje, a jednocześnie narosło wokół niego wiele mitów i przekłamań. Latem 1944 roku wśród mieszkańców Warszawy powszechne było przekonanie, podsycane zresztą przez powstańczą prasę i propagandę, iż jednostki złożone z Ukraińców odgrywają kluczową rolę w pacyfikacji polskiej stolicy. Miały one jednocześnie dopuszczać się szczególnie okrutnych zbrodni wojennych. Owo przekonanie utrwaliło się w polskiej pamięci historycznej, znajdując odzwierciedlenie w powojennych relacjach i zeznaniach, w niektórych pracach historycznych, a także w literaturze wspomnieniowej i pięknej.
Faktem jest, że do stłumienia powstania Niemcy wykorzystali liczne jednostki kolaboranckie, złożone z byłych obywateli ZSRR oraz mieszkańców Kresów Wschodnich. Wśród nich znalazły się także jednostki złożone z Ukraińców, w tym Ukraiński Legion Samoobrony – największy z oddziałów, których łączna liczebność sięgała prawdopodobnie 1,5 tys. ludzi.
Ukraińscy kolaboranci odegrali jednak marginalną rolę w tłumieniu powstania i towarzyszących mu zbrodniach. Z wyjątkiem dwóch kompanii policyjnych, które stacjonowały w Warszawie w momencie jego wybuchu, większość oddziałów o ukraińskim składzie etnicznym weszła do walk dopiero we wrześniu 1944 roku. Ich dokładny szlak bojowy jest trudny do odtworzenia, a domniemania dotyczące udziału w zbrodniach odnoszą się jedynie do jednej kompanii policyjnej operującej w rejonie al. Szucha.

## Ukraińskie jednostki kolaboracyjne walczące w Warszawie latem 1944 roku

### W składzie garnizonu Warszawy
Z ustaleń historyków polskich i niemieckich wynika, że 1 sierpnia 1944 roku w Warszawie stacjonowały dwa oddziały złożone z Ukraińców:
- kompania policyjna w rejonie al. Szucha, na terenie tzw. dzielnicy policyjnej. Liczyła około 80–150 ludzi. Według Marcina Majewskiego jest prawdopodobne, że była ona częścią 32. batalionu Schutzmannschaft der Sicherheitspolizei (SMdS), który w maju lub czerwcu 1944 roku przerzucono ze Lwowa i Lublina do Warszawy[3].
- oddział w sile kompanii w gmachu Szkoły Nauk Politycznych przy ul. Wawelskiej 56 na Ochocie. Liczył nie więcej jak 150 ludzi. Marcin Majewski nie wyklucza, że elementy tego oddziału mogły znajdować się także w innych punktach na terenie Warszawy obsadzonych przez SS: w szkole zawodowej przy ul. Tarczyńskiej 8 na Ochocie oraz na Żoliborzu[4].

Dodatkowo około 40 Ukraińców wchodziło w skład załogi Pawiaka. Ponadto nieustalona ich liczba służyła w szeregach policji przemysłowej (Werkschutzpolizei) oraz w załodze wychowawczego obozu pracy przy ul. Litewskiej.

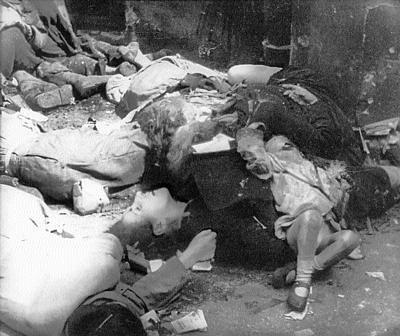
Ofiary egzekucji przy ul. Marszałkowskiej 111

Wiele kwestii dotyczących ukraińskich kompanii oraz ich działań pozostaje niejasnych. Między innymi, jedynym źródłem wskazującym na obecność Ukraińców w gmachu Szkoły Nauk Politycznych jest relacja ppor. Jerzego Modro ps. „Rarańcza”, zastępcy komendanta Reduty Wawelskiej, którą przytacza w swej monografii Adam Borkiewicz. Jednocześnie w ocenie Grzegorza Motyki i Huberta Kuberskiego nie ma przekonujących dowodów, które wskazywałyby, że ukraińskie kompanie dopuściły się mordów na polskiej ludności cywilnej. Dotyczy to zwłaszcza członków oddziału stacjonującego przy ul. Wawelskiej, którzy – wedle słów Motyki – „nie wyróżnili się niczym szczególnym”. 
W relacjach polskich świadków znajdują się jednak wzmianki o „Ukraińcach”, którzy uczestniczyli w wysiedlaniu ludności Śródmieścia Południowego oraz dopuszczali się w tym rejonie mordów i gwałtów: m.in. na terenie Ogródka Jordanowskiego przy ul. Bagatela i przed apteką „Anca” przy ul. Marszałkowskiej. Jest możliwe, że wśród sprawców tych zbrodni byli członkowie wspomnianej ukraińskiej kompanii policyjnej. Należy jednak mieć na uwadze, że w skład sił dowodzonych przez komendanta SD i policji bezpieczeństwa w dystrykcie warszawskim SS-Standartenführera Ludwiga Hahna, obsadzających „dzielnicę policyjną”, obok kompanii Ukraińców wchodziły także kompania Kozaków oraz kompania kaukaska – prawdopodobnie należące do wspomnianego 32. batalionu SMdS. Później siły Hahna zostały jeszcze wzmocnione o 3 Cudzoziemski Szkolny Batalion SS „Konitz” (3. fremdvölkisches SS Ausbildungs-Bataillon Konitz) o nieustalonym składzie etnicznym. Ponadto w ocenie Huberta Kuberskiego nie można wykluczyć, że ukraińska kompania z al. Szucha bywa mylona z białoruskim 13. batalionem policji pomocniczej (Schutzmannschafts-Bataillon der Sicherheitspolizei 13), który w niepełnym składzie przebywał w „dzielnicy policyjnej” co najmniej od 3 sierpnia. Jednocześnie zachowane niemieckie dokumenty nie dostarczają odpowiedzi na pytanie, czy ukraińska kompania policyjna uczestniczyła w walkach z polskimi powstańcami oraz czy poniosła jakiekolwiek straty.
W meldunku sytuacyjnym komendanta Obszaru Warszawskiego Armii Krajowej gen. Albina Skroczyńskiego ps. „Łaszcz” znalazła się informacja, że Ukraińcy pochodzący z terenów Ukraińskiej SRR znajdowali się w załodze niemieckiego samochodu pancernego, która 3 sierpnia 1944 roku dokonała masakry kilkudziesięciu mieszkańców kamienic przy ul. Marszałkowskiej 109, 111, 113. Informację tę miano uzyskać podczas przesłuchania ujętych sprawców. Z tego powodu niektórzy polscy historycy byli skłonni przypuszczać, że wśród odpowiedzialnych za tę zbrodnię byli ukraińscy policjanci stacjonujący w rejonie al. Szucha.

### Ukraiński Legion Samoobrony
Największą zwartą jednostką ukraińską, którą niemieckie dowództwo skierowało do Warszawy, był Ukraiński Legion Samoobrony (ukr. Український Легіон Самооборони), występujący również pod niemiecką nazwą Schützmannschaft Bataillon der Sipo 31.
Rozkaz wzięcia udziału w tłumieniu polskiego powstania dotarł do Legionu w drugiej połowie sierpnia 1944 roku. W szeregach jednostki panowała w tym czasie napięta atmosfera, czego przyczyną była wcześniejsza decyzja Niemców o jej przerzuceniu z częściowo zamieszkanych przez ludność ukraińską ziem nadbużańskich do etnicznie polskich okolic Miechowa. Kierownictwo polityczne ULS sprzeciwiło się rozkazowi udania się do Warszawy, gdyż w jego przekonaniu oddalało to perspektywę walki o niepodległość Ukrainy, a zarazem sprowadzało Legion wyłącznie do roli niemieckiej jednostki policyjnej. W konsekwencji jeden z politycznych liderów ULS, Mychajło Sołtys ps. „Czerkas”, zaginął bez wieści, najprawdopodobniej zatrzymany i zamordowany przez Gestapo. Inny lider, Wołodymyr Trojan, zdezerterował, wcześniej bezskutecznie wzywając członków ULS, by poszli w jego ślady. Ostatecznie w ramach demonstracji siły Niemcy otoczyli Bukowską Wolę, w której kwaterował Legion. Ukraińska jednostka została wtedy rozczłonkowana, a spośród policjantów sformowano wydzieloną grupę bojową, która została skierowana do Warszawy. Na jej czele stanął płk Petro Diaczenko, oficer niedawno przydzielony do ULS, który według niektórych źródeł posiadać miał silne związki z niemiecką Sicherheitsdienst. Pewne przesłanki wskazują, że do walki z polskim powstaniem w Warszawie mógł on zgłosić się na ochotnika.
Wraz z Diaczenką do Warszawy udało się około 1/3 stanu osobowego ULS. Byli to prawdopodobnie ochotnicy, a być może żołnierze nieżonaci lub wytypowani przez niemieckie dowództwo jako „wichrzyciele”. Według źródeł niemieckich w tłumieniu powstania uczestniczyło 219 członków ULS (wliczając sanitariuszki), którym towarzyszyło dwóch niemieckich funkcjonariuszy Sicherheitspolizei. Część autorów jest skłonna szacować liczebność grupy bojowej ULS nawet na około 400 ludzi, jednakże zdaniem Marcina Majewskiego są to szacunki znacznie zawyżone. Wśród policjantów skierowanych do Warszawy znaleźli się m.in. dowódcy 2. i 4. sotni liniowych: Mychajło Karkoć i Soreslaw Borysten.
ULS najprawdopodobniej znalazł się w Warszawie na początku września 1944 roku, z pewnością przed 4 września. Walczył tam przez około 2–3 tygodnie; miasto opuścił nie wcześniej jak po 13 września i nie później jak 23 września. Ustalenie, jak dokładnie przebiegał jego szlak bojowy, budzi jednak szereg trudności. Prawdopodobnie Niemcy pierwotnie zamierzali użyć ULS podczas generalnego szturmu na Stare Miasto, lecz wobec opuszczenia tej dzielnicy przez powstańców (1–2 września) jednostkę przerzucono na Powiśle. Zeznania jednego z byłych legionistów sugerują, że ULS operował w rejonie ówczesnej ul. 6 Sierpnia (ob. al. Wyzwolenia), aczkolwiek stoi to w sprzeczności z opisami topografii terenu walk, znajdującymi się w zeznaniach zarówno jego samego, jak i innych legionistów. Jest więc możliwe, że podczas walk na Powiślu legion zajmował pozycje wzdłuż obecnego Wybrzeża Kościuszkowskiego (pomiędzy mostem Poniatowskiego a ul. Karową). Następnie legioniści prawdopodobnie wzięli udział w walkach na Solcu. W swym artykule z 2005 roku Marcin Majewski przypuszczał, że ULS zajmował wtedy pozycje między współczesnym parkiem Marszałka Edwarda Rydza-Śmigłego a brzegiem Wisły, skąd nacierał na północ w kierunku ulic Wilanowskiej i Ludnej. Nie wykluczał również, że ULS przerzucono z Wybrzeża Kościuszkowskiego w rejon na wschód od ul. Frascati. W kolejnym artykule, opublikowanym 19 lat później, przychylał się jednak do hipotezy, że w czasie walk o Powiśle Czerniakowskie legioniści nacierali wzdłuż ul. Smolnej w kierunku ul. Rozbrat. Przy tej ostatniej ulicy mógł zajmować pozycje w ostatnim tygodniu swojego pobytu w Warszawie, uczestnicząc w blokadzie okrążonego powstańczego zgrupowania na Solcu. Przeciwnikami legionistów byli w tym czasie żołnierze Armii Krajowej ze Zgrupowania „Radosław” i/lub Zgrupowania „Kryska” oraz przerzucone z prawego brzegu Wisły pododdziały 1 Armii Wojska Polskiego.
Według danych niemieckich w okresie od 4 do 13 września ULS poniósł straty w wysokości 10 zabitych i 34 rannych (20% stanu osobowego). Przesłuchiwani po wojnie legioniści szacowali natomiast straty swojej jednostki na około 20–30 zabitych. Hubert Kuberski przypuszcza, że największe straty ULS musiał ponieść w czasie walk na Solcu. Majewski, opierając się na analizie niemieckich dokumentów, uważa natomiast, że ULS największe straty odniósł w swym pierwszym starciu z powstańcami na Powiślu (4 września), kiedy to polec miało sześciu legionistów.
Ukraińskim legionistom zazwyczaj przypisywana jest jedna zbrodnia wojenna w Warszawie, tj. zgwałcenie i zamordowanie trzech polskich kobiet przy ul. Bednarskiej 23. Jak wskazuje jednak Majewski, ani protokoły Polskiego Czerwonego Krzyża, ani zeznania Danuty Karczewskiej, która odnalazła zwłoki ofiar, nie zawierają żadnych wskazówek na temat sprawców, a w szczególności w żaden sposób nie wiążą tej zbrodni z członkami ULS czy też jakimikolwiek innymi Ukraińcami. Nie jest również znana dokładna data mordu, ani nawet data odnalezienia zwłok ofiar. Wiadomo jednocześnie, że w czasie walk powstańczych rejon ul. Bednarskiej był obszarem działania także innych jednostek niemieckich i kolaboracyjnych.
Policjantom z ULS zarzucano również wymordowanie pacjentów i personelu jednego z powstańczych szpitali na Powiślu Czerniakowskim, jednakże ze względu na fakt, że źródłem tego oskarżenia jest publikacja o charakterze propagandowym, którą wydano po wojnie w ZSRR, nie można go uznać za w pełni wiarygodne. Jednocześnie nie można go jednak całkowicie dezawuować, gdyż nie jest wykluczone, że autor tej publikacji miał dostęp do protokołów zeznań byłych legionistów, znajdujących się w archiwach KGB.
Z Warszawy jednostka została przerzucona w rejon Leszna na obrzeżach Puszczy Kampinoskiej. Zadaniem ULS było odtąd zwalczanie Grupy AK „Kampinos”. Początkowo ukraińscy policjanci stanowili element kordonu otaczającego puszczę. Od 27 września uczestniczyli natomiast w operacji przeciwpartyzanckiej Sternschnuppe. Wcześniej, gdyż 24 września, ULS dokonał pacyfikacji wsi Zaborówek. Ukraińscy policjanci zabili wtedy dwóch Polaków, a kolejnych 49 aresztowali. Ponadto spalili 26 zagród bezpośrednio w spacyfikowanej wsi, a kolejnych pięć w pobliżu miejsca zakwaterowania.
Po zakończeniu walk w Puszczy Kampinoskiej grupa bojowa ULS powróciła do zrujnowanej Warszawy, gdzie stacjonowała do 12 października, a według innych źródeł – do połowy listopada.

### W szeregach innych formacji niemieckich i kolaboracyjnych
W pierwszej połowie września 1944 roku w składzie Korpsgruppe von dem Bach znalazł się 34. pułk strzelecki policji (Polizei Schützen Regiment 34) podległy Policji Porządkowej (Ordnungspolizei, Orpo). Spośród trzech batalionów tego pułku dwa (II. oraz III.) miały charakter mieszany, tj. służyli w nich ukraińscy ochotnicy, podczas gdy kadrę oficerską i podoficerską tworzyli Niemcy. Bataliony te utworzono wiosną 1943 roku w wyniku przeformowania batalionów porządkowych Schutzmannschaft, przydzielonych z komendy Ordnungspolizei w Kijowie. Hubert Kuberski podaje, że w połowie września 1944 roku w szeregach pułku służyło łącznie 982 cudzoziemskich ochotników; zdaniem Marcina Majewskiego w jego składzie było od 533 do 982 Ukraińców. 34. pułk strzelecki policji brał wcześniej udział m.in. w tłumieniu powstania w getcie w Białymstoku oraz w obławach na partyzantów i pacyfikacjach wsi w tym regionie. Do początku września 1944 roku znajdował się w odwodzie niemieckiej 4 Armii, a w rejon Błonia przerzucono go dopiero około 9–10 września. Według Majewskiego, prawdopodobnie 11 września wykonał przemarsz na Solec i następnego dnia włączył się do walk z powstańcami, ale niewykluczone jest też, że pozostawiono go w odwodzie na wypadek prób sforsowania Wisły przez Armię Czerwoną. Pod koniec tegoż miesiąca pułk uczestniczył w operacji Sternschnuppe w Puszczy Kampinoskiej, której celem było rozbicie Zgrupowania AK „Kampinos”. Z kolei w październiku, już po upadku powstania, policjanci wzięli udział w wielkiej obławie, którą przeprowadzono w opustoszałym mieście, by wyłapać ukrywających się w ruinach „robinsonów”.
Ukraińcy służyli również w III batalionie 17. pułku policyjnego SS, podległego Ordnungspolizei. Batalion ten liczył ok. 400 policjantów, lecz brak jest precyzyjnych danych na temat jego składu etnicznego (wiadomo, że w składzie batalionu znajdowali się także reichsdeutsche i volksdeutsche). Również ten pułk został przydzielony z odwodu niemieckiej 4 Armii. Wspomniany III batalion przybył pod Warszawę około 10 września i wraz z przybyłym nieco później II batalionem został przydzielony do 608 Pułku Ochronnego pod dowództwem płk. Williego Schmidta. Przebywał także w Warszawie przez pewien czas po upadku powstania.
Niewyjaśniona pozostaje kwestia służby ukraińskich ochotników w szeregach SS-Sonderregiment Dirlewanger. Jednostka ta była złożona przede wszystkim z niemieckich kryminalistów, kłusowników oraz żołnierzy i esesmanów skazanych za przewinienia dyscyplinarne. W lipcu 1944 roku cudzoziemscy ochotnicy stanowili jedynie 10% stanu osobowego pułku, przy czym w tej grupie obok Ukraińców znajdowali się także Rosjanie. Dostępne źródła nie pozwalają precyzyjnie oszacować skali uczestnictwa tych kolaborantów w zbrodniach popełnionych w Warszawie przez jednostkę Dirlewangera.
Pojedynczy Ukraińcy służyli w szeregach największej kolaboranckiej jednostki skierowanej do tłumienia powstania, tj. Brygady Szturmowej SS RONA (Waffen-Sturm-Brigade der SS RONA). Niemniej jednostka ta miała przeważająco rosyjski charakter.
Według niepotwierdzonych informacji pewną liczbę Ukraińców przydzielono do Einsatzkommando der Sicherheitspolizei bei der Kampfgruppe Reinefarth dowodzonego przez SS-Hauptsturmführera Alfreda Spilkera. Zadaniem tej jednostki była selekcja wypędzanej ludności Warszawy w celu wykrycia i likwidacji ukrywających się powstańców oraz innych osób uznanych za „niepożądane”. Osoby takie wyławiano z kolumn wysiedleńców, poddawano brutalnym przesłuchaniom, a następnie zazwyczaj rozstrzeliwano. Wspomniani Ukraińcy jakoby mieli służyć w szeregach Einsatzkommando w charakterze zarówno tłumaczy, jak i wykonawców egzekucji. Według Marcina Majewskiego kolaborantami ukraińskiej lub innej narodowości, których przydzielono do Einsatzkommando, mogli być członkowie wspomnianego wcześniej 32. batalionu Schutzmannschaft der Sicherheitspolizei.

### Kwestia udziału Dywizji SS „Galizien” w tłumieniu powstania
Wbrew rozpowszechnionej w Polsce opinii, z ustaleń historyków wynika bezspornie, że złożona z Ukraińców 14. Galicyjska Ochotnicza Dywizja SS (14. Galizische SS-Freiwilligen-Division, potocznie Dywizja SS „Galizien”) nie uczestniczyła w tłumieniu powstania jako całość, podobnie jak żaden z jej organicznych pododdziałów. Dywizja ta została bowiem między 20 a 22 lipca 1944 roku okrążona i zniszczona przez Armię Czerwoną w kotle pod Brodami. Do 3 sierpnia tegoż roku jej niedobitki skoncentrowano w rejonie miasteczka Serednie, a pod koniec tegoż miesiąca rozpoczęto jej odbudowę na poligonie Neuhammer na Dolnym Śląsku.
Brak również jakichkolwiek dowodów na potwierdzenie tezy, iż Niemcy skierowali przeciwko Warszawie jednostki zapasowe Dywizji SS „Galizien” lub któryś z pułków policyjnych sformowanych spośród ochotników do tej jednostki. Ustalono, że batalion zapasowy 14 DGren. SS został skierowany pod koniec sierpnia do miejsca ponownego formowania dywizji w Neuhammer. Z kolei 19 września z odtwarzanej dywizji wyłączono tzw. grupę bojową „Wildner”, którą skierowano na Słowację celem udziału w tłumieniu trwającego tam powstania. Pod koniec września na Słowację skierowano resztę dywizji.
Jeszcze w lipcu 1944 roku, przed bitwą pod Brodami, z szeregów Dywizji SS „Galizien” wyłączono i skierowano na szkolenie blisko tysiąc żołnierzy. W pierwszej połowie września zostali oni wcieleni w skład 5 Dywizji Pancernej SS „Wiking”, a częściowo również w szeregi 3 Dywizji Pancernej SS „Totenkopf”. Nie wiadomo, czy ci żołnierze znaleźli się w składzie batalionów alarmowych z obu dywizji, które pod koniec września, w ramach operacji Sternschnuppe, skierowano do walki ze Zgrupowaniem AK „Kampinos”.
Jest natomiast możliwe, że pojedynczy żołnierze SS „Galizien” walczyli w Warszawie latem 1944 roku. W przededniu powstania w szkole oficerskiej SS w Owińskach (SS-Junkerschule Braunschweig–Posen–Treskau) odbywali kurs oficerski podchorążowie z tej dywizji. Po 1 sierpnia spośród elewów szkoły sformowano kompanię, która znalazła się w składzie improwizowanej grupy policyjnej z Kraju Warty dowodzonej przez SS-Gruppenführera Heinza Reinefartha. Kilkunastu ukraińskich podchorążych (źródła ukraińskie podają liczbę dziesięciu) znalazło się w składzie grupy Reinefartha. Służyli oni w charakterze tłumaczy. Nie jest pewne, czy w pierwszych dniach sierpnia uczestniczyli w rzezi Woli, niemniej zapewne wiedzieli o odbywających się w tej dzielnicy masakrach.
Nie można ponadto całkowicie wykluczyć, że w sierpniu 1944 roku w zapasowym dywizjonie kawalerii SS w Warszawie (SS-Kavallerie-Ersatz-Abteilung Warschau) lub w kwaterującym w koszarach przy ul. Rakowieckiej 3. zapasowym batalionie grenadierów pancernych SS (SS-Panzergrenadier-Ausbildungs und Ersatz-Bataillon 3) przebywali na szkoleniu żołnierze 14 DGren. SS, którzy – zaskoczeni w Warszawie wybuchem powstania – wzięli udział w walkach.
Niektóre polskie publikacje podają, że w skład 14. Galicyjskiej Ochotniczej Dywizji SS wchodziła wspomniana już ukraińska kompania, która stacjonowała w gmachu Szkoły Nauk Politycznych na Ochocie. Jedynym źródłem tej informacji jest relacja ppor. Jerzego Modro ps. „Rarańcza”, którą przytacza w swej monografii Adam Borkiewicz. 4 sierpnia przy zwłokach zabitego podoficera „Rarańcza” miał znaleźć dokumenty świadczące, że służył on w Dywizji SS „Galizien”. Niektórzy historycy podają tę relację w wątpliwość. Grzegorz Motyka jest jednak skłonny uznać ją za wiarygodną. Jego zdaniem nie można wykluczyć ewentualności, że oddział ten był na przykład szkołą podoficerską dywizji. Marcin Majewski przypuszcza natomiast, że poległy Ukrainiec z 14 DGren. SS mógł przebywać w Warszawie na szkoleniu lub urlopie bądź też został przydzielony do jednego z pododdziałów SS lub Ordnungspolizei w Warszawie. Z kolei wspomniana kompania w jego ocenie nie stanowiła pododdziału Dywizji SS „Galizien”, lecz „z dużym prawdopodobieństwem była podporządkowana Dowódcy SS i Policji na dystrykt warszawski”.

## Ukraińcy w powstańczej Warszawie
1 sierpnia 1944 roku w Warszawie przebywało prawdopodobnie około 4–5 tys. Ukraińców. Po rozpoczęciu powstania Ukraińcy oskarżeni o współpracę z Niemcami byli zatrzymywani przez funkcjonariuszy PKB, a następnie osadzani w aresztach i obozach dla internowanych. Prawdopodobnie miały przy tym miejsce przypadki nadgorliwości i nadużyć; jako ich przykład Grzegorz Motyka wskazuje zatrzymanie i pobicie kierownika biblioteki publicznej Łewa Bykowśkija. Internowani Ukraińcy byli kierowani do różnych prac, m.in. przy odgruzowywaniu miasta.
Prawdopodobnie w czasie powstania zginęło kilkuset Ukraińców. Niektórzy zostali zamordowani przez Niemców. Osoby narodowości ukraińskiej znalazły się m.in. wśród kilkunastu ofiar egzekucji przeprowadzonej 1 sierpnia na tyłach cerkwi św. Marii Magdaleny na Pradze, a także wśród duchownych i parafian z prawosławnej parafii św. Jana Klimaka, zamordowanych w czasie rzezi Woli. Co najmniej jeden Ukrainiec poległ walcząc w szeregach Armii Krajowej.

## Podsumowanie
Gdy wybuchło powstanie warszawskie, pierwszoliniowe jednostki Wehrmachtu i SS na centralnym odcinku frontu wschodniego pozostawały zaangażowane w ciężkie walki z prącą na zachód Armią Czerwoną. W konsekwencji niemieckie dowództwo skierowało do Warszawy oddziały alarmowe oraz grupy bojowe, sformowane spośród elewów szkół wojskowych i policyjnych oraz członków batalionów zapasowych, szkolnych i policyjnych. Do stłumienia polskiego powstania wyznaczono ponadto liczne formacje kolaboranckie, złożone z Rosjan, Kozaków, Białorusinów, Azerów, mieszkańców Azji Środkowej. Były wśród nich również nieliczne oddziały złożone z Ukraińców. 
Według Marcina Majewskiego formacje SS i Ordnungspolizei złożone z ukraińskich kolaborantów, które uczestniczyły w tłumieniu powstania warszawskiego, liczyły około 1,5 tys. ludzi.
Grzegorz Motyka ocenia, że ukraińscy kolaboranci odegrali niewielką rolę w tłumieniu powstania warszawskiego oraz towarzyszących mu zbrodniach. Z kolei Majewski wskazuje, że odtworzenie szlaku bojowego oddziałów złożonych z Ukraińców – a tym samym precyzyjne określenie stopnia ich zaangażowania w walki z powstańcami, poniesionych strat oraz popełnionych przestępstw – pozostaje trudne. Niemniej, z wyjątkiem dwóch kompanii policyjnych stacjonujących w Warszawie w momencie wybuchu powstania, zdecydowana większość jednostek ukraińskich kolaborantów wzięła udział w walkach dopiero we wrześniu 1944 roku. Oddziały te nie uczestniczyły tym samym w rzezi Woli ani w pacyfikacji Ochoty. Majewski podkreśla, że jedynie w przypadku kompanii policyjnej działającej w rejonie al. Szucha występuje domniemanie współudziału w zbrodniach na ludności cywilnej w Śródmieściu Południowym.

## Geneza mitu
Geneza mitu o licznym udziale Ukraińców w tłumieniu powstania sięga pierwszych dni sierpnia 1944 roku. Mieszkańcy Warszawy oraz powstańcy, którzy mieli styczność z żołnierzami wschodnich formacji ochotniczych, zazwyczaj nie byli w stanie rozpoznać języków, którymi się oni posługiwali, a także prawidłowo zidentyfikować noszonych przez nich mundurów i odznak. Jednocześnie ludność stolicy pozostawała pod silnym wrażeniem wcześniejszych informacji o zbrodniach, których ukraińscy nacjonaliści dopuszczali się na Kresach Wschodnich. Istotną rolę mógł odegrać ukształtowany przez wieki negatywny stereotyp Ukraińca, a także okupacyjne doświadczenia warszawiaków, na skutek których Ukraińców zaczęto postrzegać jako „pomocników policji niemieckiej i gnębicieli”. W konsekwencji wschodnich kolaborantów tłumiących powstanie warszawskie określano gremialnie mianem „Ukraińców”. Wyjątek stanowili jedynie żołnierze pochodzący z Azji Środkowej, których z kolei określano mianem „Kałmuków”.
Jednocześnie od pierwszych dni powstania powstańcza prasa różnych nurtów rozpowszechniała informacje o rzekomo licznie walczących w Warszawie jednostkach ukraińskich, w tym Dywizji SS „Galizien”. Informowała o zbrodniach, których mieli dopuszczać się ukraińscy kolaboranci. Między innymi, 3 sierpnia 1944 roku w notatce opublikowanej w „Biuletynie Informacyjnym” oskarżono zamieszkujących w mieście Ukraińców, że rekrutują się spośród nich strzelcy wyborowi, którzy ostrzeliwują powstańców i ludność cywilną. Z kolei 20 sierpnia to samo pismo określiło Ukraińców mianem „najdzikszego narzędzia nieprzyjacielskiego terroru w Warszawie”. W ślad za powstańczą prasą podobne informacje pojawiły się na łamach polskich pism wydawanych w Wielkiej Brytanii. Motyka nie wyklucza, że za oskarżeniami pod adresem Ukraińców stały motywy polityczne, tj. niechęć do eksponowania udziału rosyjskich jednostek kolaboracyjnych w tłumieniu powstania – w sytuacji, gdy oczekiwano pomocy ZSRR dla walczącej Warszawy.
W konsekwencji obraz Ukraińców tłumiących powstanie warszawskie i dokonujących przy tym okrutnych mordów, gwałtów i rabunków, utrwalił się w polskiej pamięci historycznej. Informacje na ten temat pojawiały się licznie na kartach zeznań i relacji składanych przez polskich świadków. Można na nie natrafić w literaturze wspomnieniowej, pięknej oraz w niektórych pracach historycznych. W szczególności Ukraińcom przypisywano zbrodnie, które w rzeczywistości zostały popełnione przez złożoną z Rosjan Brygadę Szturmową SS RONA, a także zbrodnie popełnione przez pododdziały azerskie i „wschodniomuzułmańskie”.
Innym błędem, powielanym w relacjach świadków oraz w powojennych polskich publikacjach, było określanie żołnierzy wschodnich formacji ochotniczych mianem „własowców”. W rzeczywistości pierwsze oddziały Sił Zbrojnych Komitetu Wyzwolenia Narodów Rosji, dowodzonych przez gen. Andrieja Własowa, zaczęły być formowane dopiero w listopadzie 1944 roku, a więc dopiero po stłumieniu powstania warszawskiego. Zdarzało się nawet, że pojęć „Ukrainiec” i „własowiec” używano wymiennie; jako przykład Janusz Marszalec wskazuje zeznania jednego ze świadków pacyfikacji Ochoty, który sprawców opisywał jako „żołnierzy ukraińskiej brygady Kaminskiego, tak zwanych własowców”.
Z kolei w historiografii ukraińskiej pojawiały się niekiedy tendencje, by minimalizować udział jednostek ukraińskich w tłumieniu powstania warszawskiego lub całkowicie mu zaprzeczać. Wśród ukraińskich historyków i publicystów negujących udział swoich rodaków w tłumieniu powstania byli m.in. Borys Łewycki i Bohdan Osadczuk.